# Stockinger
Production
Diffusion
Stockinger est une série policière autrichienne en 14 épisodes et une saison produite par Helmuth Dimko et Werner Reitmeier en 1996. C'est une série spin-off de Rex, chien flic.

## Synopsis
Dans l'épisode La dernière enquête de Stocki de Rex, chien flic, l'inspecteur de police criminelle Ernst Stockinger, incarné par Karl Markovics, part pour Salzbourg afin d’y exercer un poste similaire. Il a demandé sa mutation pour raisons familiales, en effet, sa femme souhaite y reprendre le cabinet dentaire de son défunt père.
Dans ses nouveaux locaux, il a pour collègue Antonella Simoni, incarnée par Sandra Cervik. Contrairement à Vienne auprès de son impulsif supérieur Richard Moser, incarné par Tobias Moretti, il devra plus souvent rendre des comptes à la haute direction, le Dr Brunner, incarné par Hans Peter Heinzl .
Stockinger circule dans sa toute petite voiture blanche et, malgré le changement de décor, a gardé tous ses traits de caractère et sa peur des chiens (voir épisode Der Tote im Narzissenfeld).
Sa première enquête à Salzbourg, qui a lieu en pleine saison du Festival de Salzbourg, consistera à résoudre le meurtre d’un chocolatier.

## Distribution

### Acteurs principaux

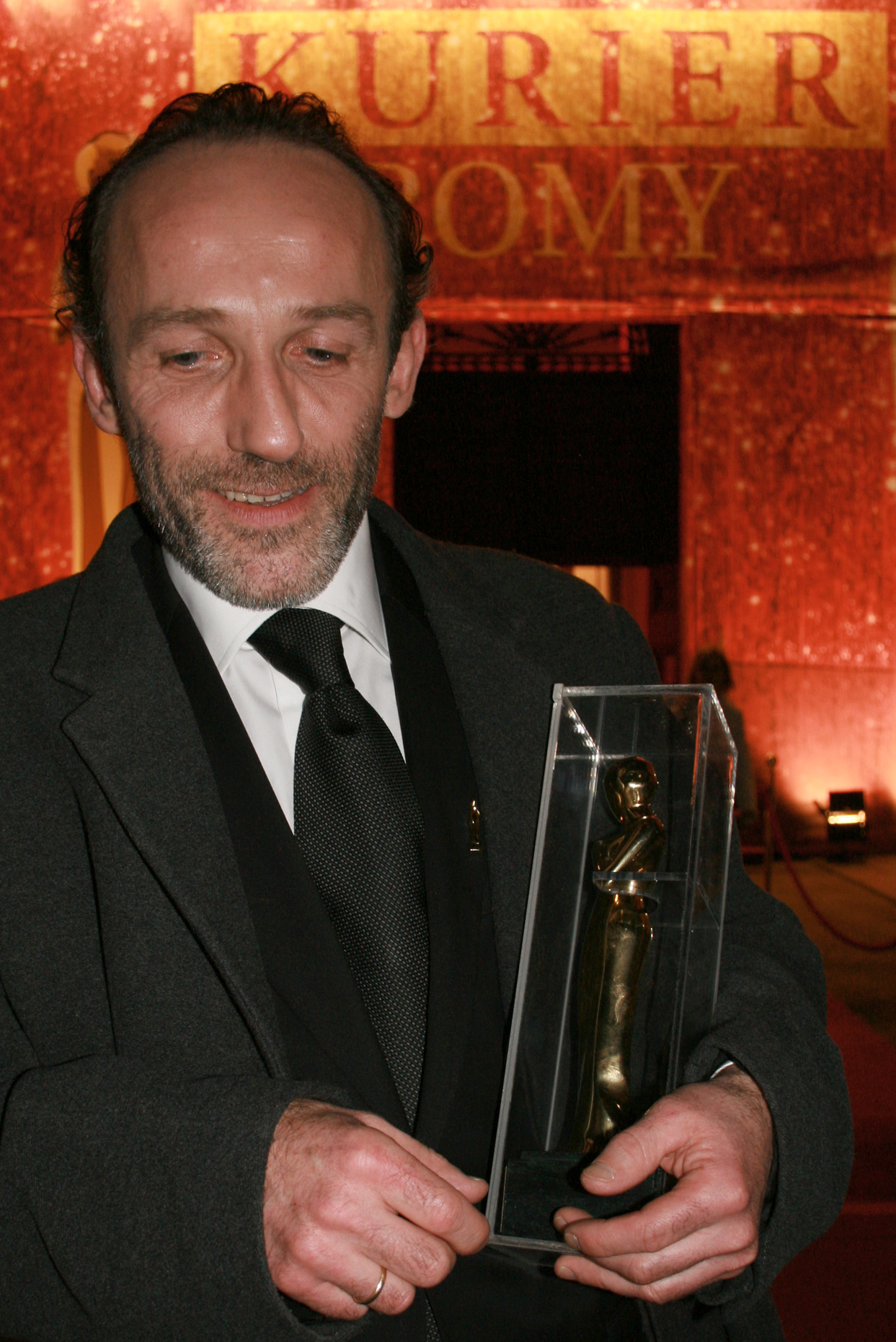
L'acteur principal de la série, Karl Markovics, recevant son Romy en 2008

- Karl Markovics : L'inspecteur de police criminelle Ernst Stockinger
- Anja Schiller : Dr Karin Stockinger
- Herbert Fux : Michaël Fuchs
- Sandra Cervik : L'inspecteur de police criminelle Antonella Simoni
- Hans Peter Heinzl : le Dr Brunner
- Georges Kern : Le médecin légiste

### Participations (sélection)
- Wolf Bachofner
- Gerhard Zemann
- Elisabeth Trissenaar
- Wilfrid Hochholdinger
- Sissy Höfferer
- Mijou Kovacs
- Lisa Kreuzer
- André Hennike
- Pinkas Braun
- Michael Brandner
- Hemma Clementi

## Épisodes
1. Salzburger Kugeln (1996) réalisé par Jörg Grünler
2. Odesnacht in Gastein (1996) réalisé par Bodo Fürneisen
3. Eindstation Hallstatt (1996) réalisé par Bodo Fürneisen
4. Der Tote im Narzissenfeld (1996) réalisé par Dagmar Damek
5. Unschuldslämmer (1996) réalisé par Jörg Grünler
6. Grau’n an der Traun (1996) réalisé par Peter Welz
7. Das Geheimnis der Krimmler Fälle (1996) réalisé par Dagmar Damek
8. Mord-Saison im See-Hotel (1996) réalisé par Bodo Fürneisen
9. Die Macht der Toten (1996) réalisé par Peter Welz
10. Lebende Schießscheiben (1997) réalisé par Bodo Fürneisen
11. Pfeile im Tennengau (1997) réalisé par Hans Werner
12. Stille Wasser (1997) réalisé par Hans Werner
13. Spuren in den Tod (1997) réalisé par Hans Werner
14. Tod in Saalbach (1997) réalisé par Wolfgang Dickmann